# Dankwart Kühn
Dankwart Kühn (* 4. Dezember 1934 in Berlin) ist ein deutscher Restaurator, Maler und Grafiker.

## Leben und Werk
Kühn absolvierte bis 1952 in Naumburg die Erweiterte Oberschule. Danach studierte er von 1952 bis 1958 bei Willi Sitte, Lothar Zitzmann und Kurt Bunge am Institut für künstlerische Werkgestaltung Burg Giebichenstein Halle/Saale. Nach dem Erwerb des Diploms als Werkkünstler arbeitete er in Berlin als freischaffender Maler und Grafiker. Er war von 1958 bis 1990 Mitglied des Verbands Bildender Künstler der DDR (VBK).
Im Oktober 1960 nahm Kühn in Berlin mit weiteren 13 Malern, Grafikern und Bildhauern an der Eröffnungsausstellung der kleinen Ausstellungs- und Verkaufsgalerie „Konkret“ in der heutigen Torstraße 227 teil. Diese erste Künstler-Selbsthilfe-Galerie in der DDR hatte Rudi Ebeling mit Unterstützung insbesondere Fritz Cremers gegründet. Die Galerie genoss nicht das Wohlwollen des VBK. Die ausgestellten Arbeiten galten als „dekadent“, und die Galerie wurde vom Ministerium für Staatssicherheit überwacht. Im Juni 1961 wurde sie unter einem gewerberechtlichen Vorwand durch die Abteilung Handel und Versorgung des Stadtbezirks Berlin-Mitte geschlossen.
1969 wurde Kühn im zentralen künstlerischen Wettbewerb „Lob des Sozialismus“ ausgezeichnet. 1976 war er mit 17 weiteren Künstlern an dem 1976 von Jürgen Schweinebraden herausgegebenen Künstlerbuch „Grafik der Deutschen Demokratischen Republik“ beteiligt.
Ab 1961 übernahm Kühn neben seiner freien künstlerischen Tätigkeit zunehmend Aufgaben der restauratorischen Untersuchung, Dokumentation, Konservierung und Restaurierung historischer Oberflächen von Fassaden und Innenräumen, Wandmalereien und Farbfassung an Skulpturen in einer Anzahl von Dorfkirchen und wichtigen großen historischen Objekten. Von 1984 bis 2004 war das sein Hauptarbeitsgebiet.  
1982 erhielt er, wie auch seine Ehefrau Irmgard Kühn, als Mitglied eines siebenköpfigen Kollektivs für die architektonische Gestaltung des Schlosses Friedrichsfelde den Architekturpreis der Hauptstadt der DDR.
Auch nach 2004 betätigte Kühn sich neben seiner Arbeit als freier Maler in der Denkmalpflege.
Kühn lebt mit seiner Frau in Königs Wusterhausen.

## Objekte, an denen Kühn Arbeiten als Restaurator ausführte (unvollständig)
- Berlin: Marienkirche, Berliner Totentanz; 1968; restauratorische Arbeiten mit Erwin Baum[2][3]
- Berlin: Berliner Dom, Hohenzollerngruft; Mitwirkung an der Restaurierung
- Berlin: Preußischer Landtag; 1982; detailliertes Farbkonzept für die Restaurierung des Gebäudes[4]
- Brandenburg: Dom St. Peter und Paul; restauratorische Arbeiten
- Dresden: Semperoper; Mitarbeit an der bildkünstlerischen Ausgestaltung beim Wiederaufbau
- Naumburg: Naumburger Dom; restauratorische Arbeiten
- Nessebar: Kirche Sveti Stefan; restauratorische Arbeiten
- Neuzelle: Kloster Neuzelle; 1997; mit Winfried Töpler Dokumentation des Neuzeller Passionstheaters vor dessen Restaurierung
- Cottbus: Klosterkirche; 2000; mit Thoralf Herschel restauratorische Untersuchungen[5]
- Cottbus: Schloss Branitz; restauratorische Arbeiten
- Doberlug: Schloss Doberlug; mit Ralph Schirrwagen restauratorische und bauarchäologische Untersuchungen[6]
- Groß Rietz: Schloss Groß Rietz; restauratorische Arbeiten
- Neuhardenberg: Schinkel-Kirche und Schloss; restauratorische Arbeiten
- Potsdam: Palais Lichtenau; 1973; Gemälde im Festsaal
- Rheinsberg: Schloss Rheinsberg; restauratorische Arbeiten
- Vetschau: Wendisch-Deutsche Doppelkirche; Recherchen für die Restaurierung der Kaltschmidt-Orgel

## Ausstellungen (unvollständig)

### Einzelausstellungen
- 2019/2020: Lübben, Horizontale Galerie im Landratsamt (Malerei – Landschaften, Städtebilder)
- 2020: Halle/Saale, Galerie Zaglmeier („Bilder aus den 50ern“)
- 2023: Dresden, Wüstenpflanzen-Haus im Botanischen Garten (Gemälde und Grafiken; mit Irmgard Kühn)[7]

### Teilnahme an zentralen und wichtigen regionalen Ausstellungen in der DDR
- 1961: Berlin, Akademie der Künste (Jahresausstellung 1961. „Junge Künstler. Malerei“)
- 1964: Berlin, Zentraler Klub der Jugend und Sportler („Frieden, Leben, Freude“, Ausstellung zum Deutschlandtreffen der Jugend)
- 1975 bis 1989: Berlin, sechs Bezirkskunstausstellungen
- 1980/1981: Berlin, Ausstellungszentrum am Fernsehturm („Berliner Kunst. Retrospektive. Malerei, Grafik, Plastik“)

## Weblink
- https://www.kunst40.de/k%C3%BCnstler/dankwart-k%C3%BChn/